# Pierre-Marie Gerlier
Pierre-Marie Paul Gerlier (Versalles, 14 de enero de 1880 – Lyon, 17 de enero de 1965) fue un cardenal y arzobispo católico francés.

## Biografía
Pierre-Marie Gerlier nació en Versalles, y fue abogado antes de decidir seguir una carrera eclesiástica. De hecho, después de asistir a la Universidad de Burdeos, estudió en el seminario de Issy para vocaciones tardías. Gerlier estudió en el seminario de Friburgo antes de servir como oficial del ejército francés en la Primera Guerra Mundial, durante el cual fue herido y capturado. Ordenado sacerdote el 29 de julio de 1921, realizó trabajo pastoral en París, donde también fue director archidiocesano de Obras Católicas.
El 14 de mayo de 1929, Gerlier fue nombrado obispo de Tarbes y Lourdes por el Papa Pío XI. Recibió la consagración episcopal el 2 de julio del mismo año por el cardenal Louis-Ernest Dubois, junto a los obispos Benjamin Roland-Gosselin y Maurice Dubourg como co-consagrantes, en la catedral de Notre Dame. Gerlier fue nombrado arzobispo de Lyon el 30 de julio de 1937, y fue creado Cardenal presbítero de la Santísima Trinidad en Monte Pincio por el Papa Pío XI en el consistorio del 31 de diciembre de ese año en curso. Como arzobispo de Lyon, ostentaba el título honorífico de primado de las Galias. De 1945 a 1948, fue vicepresidente de la Conferencia Episcopal Francesa.
Durante la Segunda Guerra Mundial, Gerlier condenó la deportación de judíos de Pierre Laval a los campos de exterminio Nazis, a las condiciones severas de las que también se opuso. Además, pidió que los institutos religiosos católicos escondiesen a los niños judíos. Por sus esfuerzos en salvar a los judíos durante la Segunda Guerra Mundial, fue póstumamente galardonado con el título de Justo entre las Naciones en 1981, por Yad Vashem.
Fue uno de los cardenales electores en el Cónclave de 1939 (en el que fue considerado papable), que seleccionó al Papa Pío XII, y participó nuevamente en el Cónclave de 1958, que resultó en la elección del Papa Juan XXIII. Con el tiempo suficiente para asistir sólo a las tres primeras sesiones del Concilio Vaticano II, Gerlier fue aún cardenal elector en el Cónclave de 1963 que eligió al Papa Pablo VI.
El cardenal murió de un ataque al corazón en Lyon, a la edad de 85 años. Está sepultado en la Catedral de Lyon.

## Otros proyectos
- Wikimedia Commons alberga una categoría multimedia sobre Pierre-Marie Gerlier.
- «Pierre-Marie Paul Cardinal Gerlier». Catholic-Hierarchy (en inglés).
- Esta obra contiene una traducción parcial derivada de «Pierre-Marie Gerlier» de Wikipedia en inglés, publicada por sus editores bajo la Licencia de documentación libre de GNU y la Licencia Creative Commons Atribución-CompartirIgual 4.0 Internacional.

| Predecesor: Alexandre-Philibert Poirier | Obispo de Tarbes y Lourdes 14 de mayo de 1929 - 30 de julio de 1937                                        | Sucesor: Georges-Eugène-Emile Choquet |
| Predecesor: Louis-Joseph Maurin         | Arzobispo de Lyon Primado de Las Galias 30 de julio de 1937 - 17 de enero de 1965                          | Sucesor: Jean-Marie Villot            |
| Predecesor: Louis-Joseph Maurin         | Cardenal presbítero de la Santísima Trinidad en Monte Pincio 16 de diciembre de 1937 - 17 de enero de 1965 | Sucesor: Jean-Marie Villot            |

- Datos: Q650696
- Multimedia: Pierre-Marie Gerlier / Q650696